# El Peñón, Barahona
El Peñón je mesto v provinci Barahona v Dominikanski republiki.